# Tel Ischali
Tel Ischali é um sítio arqueológico na província de Diala (Iraque). Pensa-se que seja o antigo Nerebetum ou Quiti e fazia parte da cidade-estado de Esnuna. Foi ocupada durante o período da Babilônia Antiga. 
A princípio, o local de Ischali foi pensado como Cafaja. Após a descoberta de uma fórmula de data que dizia "ano em que o rei Ismebali construiu a grande muralha de Nerebetum", essa designação se tornou popular. Atualmente, a opinião acadêmica é dividida entre Nerebetum e Quiti, como resultado de muitas tabuletas do templo de Inana de Quiti sendo analisadas. O nome de Sadlas também foi proposto. 
Itens de escavações ilegais em Ischali começaram a aparecer no mercado aberto na década de 1920, incluindo muitas tábuas de argila. Para antecipar essa atividade, a expedição ao Iraque do Instituto Oriental de Chicago realizou duas temporadas de escavações no local em 1934 e 1935. A expedição foi liderada por Henri Frankfort e o trabalho em Ischali foi conduzido por Thorkild Jacobsen e Harold Hill, todo o Instituto Oriental. 

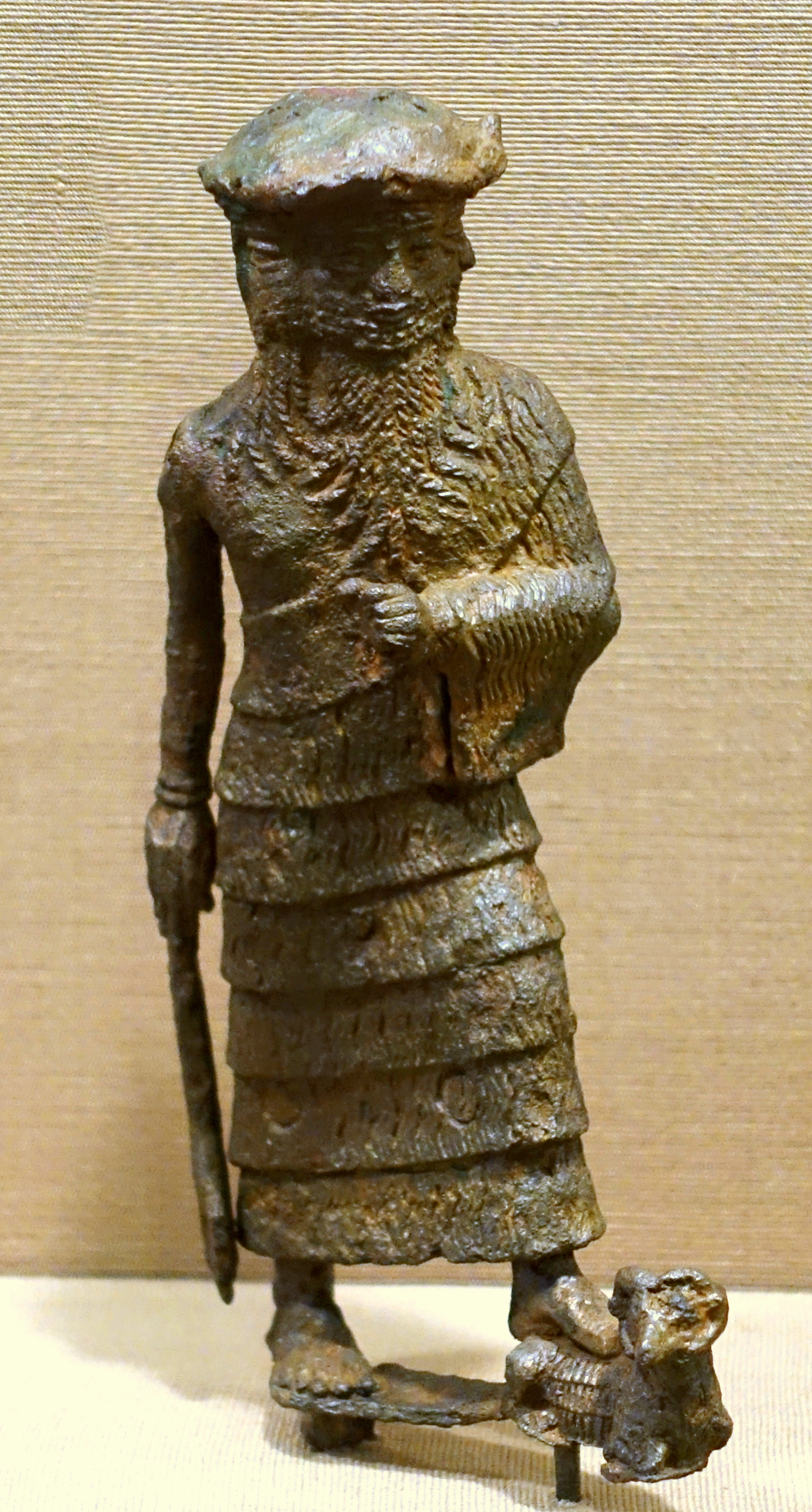
Estatueta de deus de quatro cabeças, períodos de Isim-Larsa até a Velha Babilônia, Ischali. Museu do Instituto Oriental.

O site fica a cerca de 4,8 quilômetros ao sul e 11 quilômetros leste da moderna cidade de Bagdá e 24 quilômetros sudeste de Esnuna no rio Diala, um afluente do Tigre. A principal tel em medidas Ischali aproximadamente 600 por 300 metros. Também existem pequenos montes ao norte e ao sul. O sítio inteiro abrange cerca de 23 hectares. 
As descobertas de superfície indicam que Ischali pode ter sido ocupado desde o período acadiano, mas todas as evidências epigráficas escavadas datam do período da Antiga Babilônia. Enquanto algumas tábuas mencionam os primeiros governantes locais, durante a maior parte da história conhecida dos reis de Ischali oriundos de Esnuna prevaleceu, incluindo Ipicadade e Ibalpiel. 
A característica mais notável de Ischali é o templo principal. Era o de Inana-Quitium, ou Inana de Quiti. É um dos maiores templos já encontrados no antigo Oriente Próximo. Reconstruído várias vezes, sempre seguindo o plano original, o edifício monumental consistia em um grande templo superior e duas áreas menores que se acredita serem santuários. As muitas tábuas encontradas ali dão uma excelente imagem da vida no templo. Também foram encontrados ali vários selos cilíndricos que datam do período Dinástico Inicial ao período Larsa, supostamente doações de relíquias ao templo. Havia também um templo menor na versão deus-cidade local da deusa Sim. 

Das 280 tábuas escavadas, 138 foram para o Instituto Oriental, com as 142 restantes destinadas ao Museu do Iraque. As tábuas escavadas ilegalmente em Ischali estão em muitos locais, incluindo o Museu de Antropologia Lowie em Berkeley, o Museu de Arte e História em Genebra, o Museu do Iraque, o Instituto Oriental e a Biblioteca Livre da Filadélfia. 

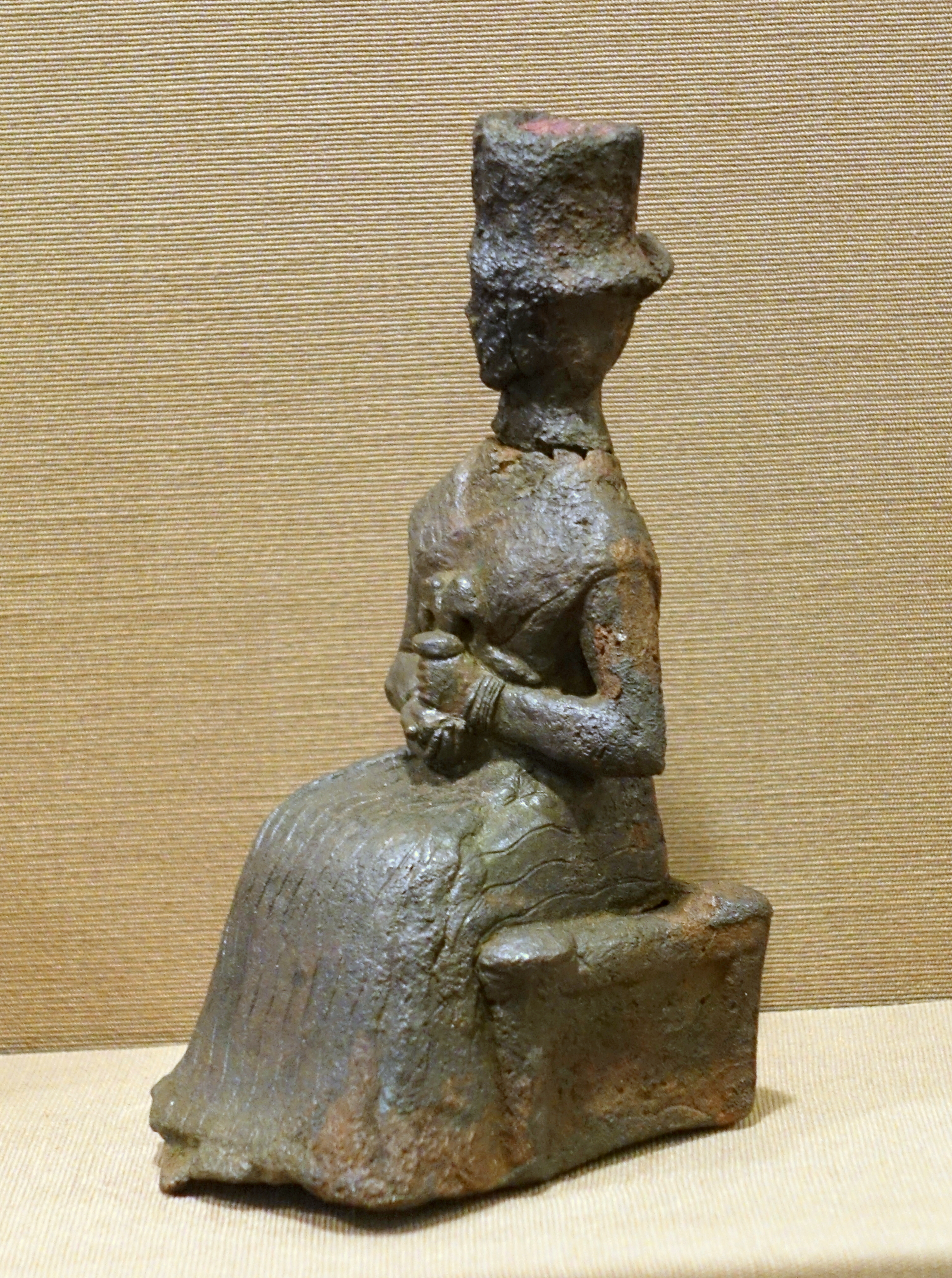
Deusa de quatro faces, períodos de Ischali, Isim-Larsa e Antiga Babilônia (2000–1600 a.C.), bronze - Museu Oriental Institute, Universidade de Chicago
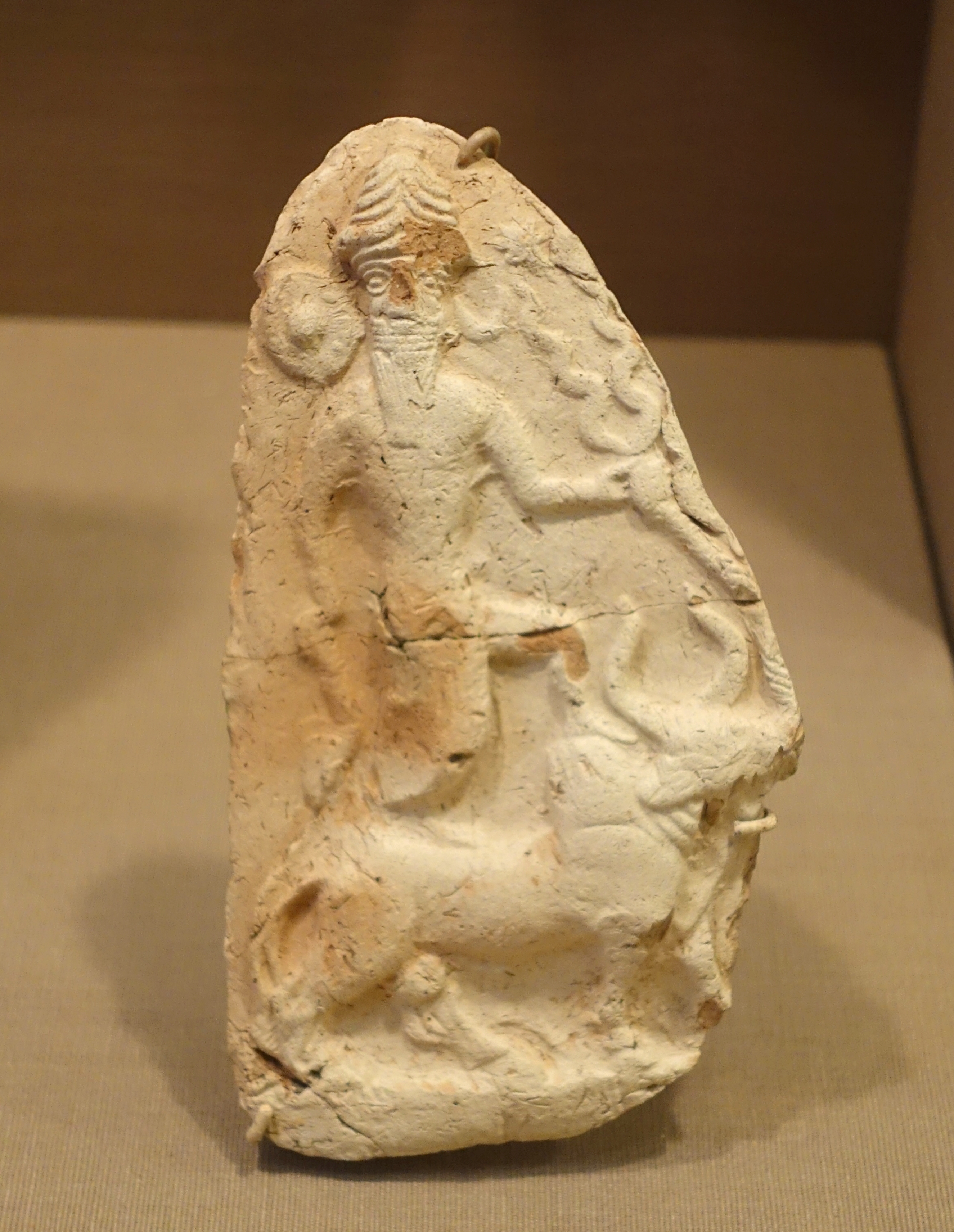
Deus da tempestade, Ischali, Isim-Larsa e a antiga Babilônia (2000–1600 a.C.), argila cozida - Museu Oriental do Instituto, Universidade de Chicago
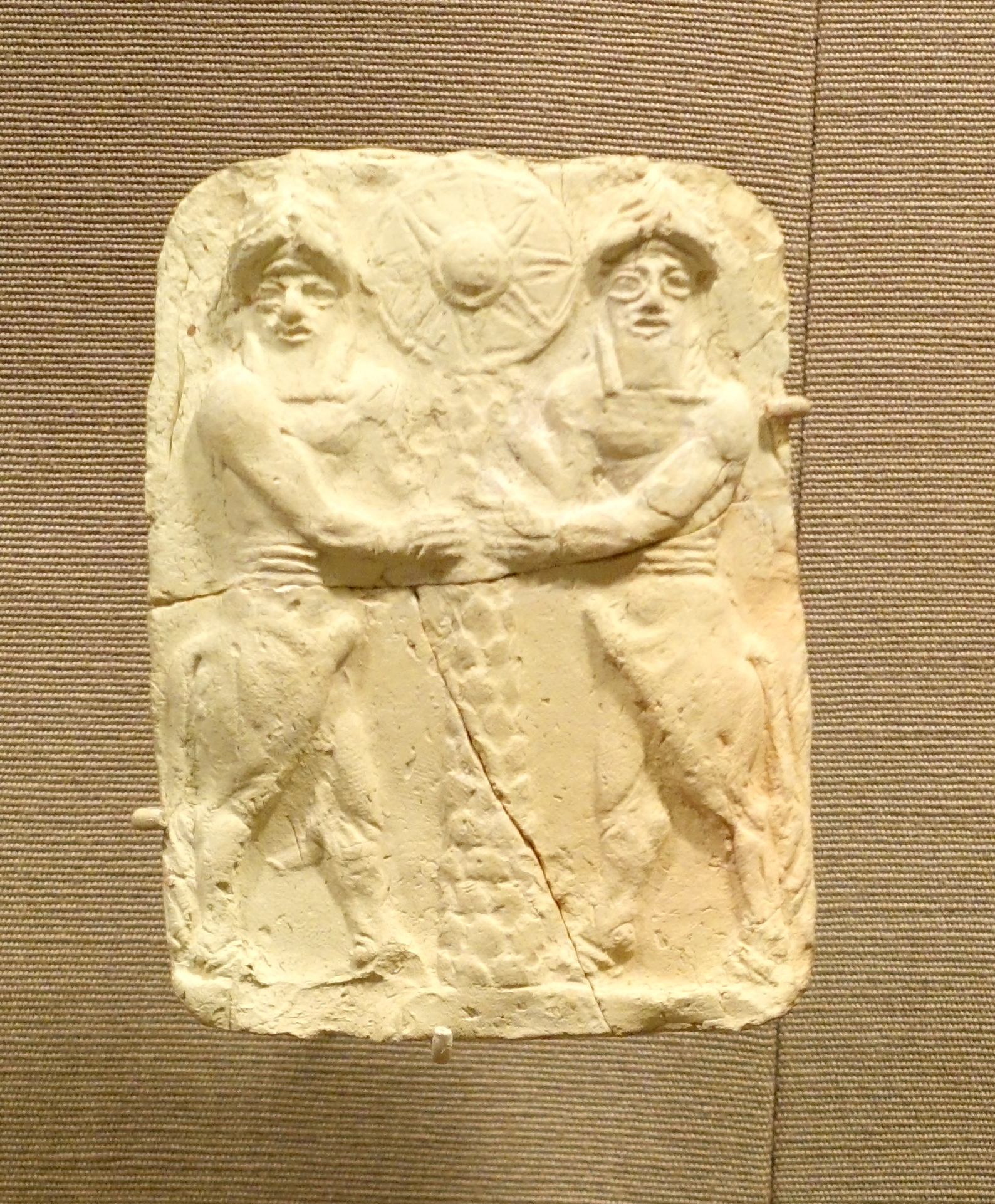
Placa com touros segurando um tronco de palmeira com disco solar, Ischali, Isim-Larsa para a antiga Babilônia (2000–1600 a.C.), argila cozida - Oriental Institute Museum, Universidade de Chicago
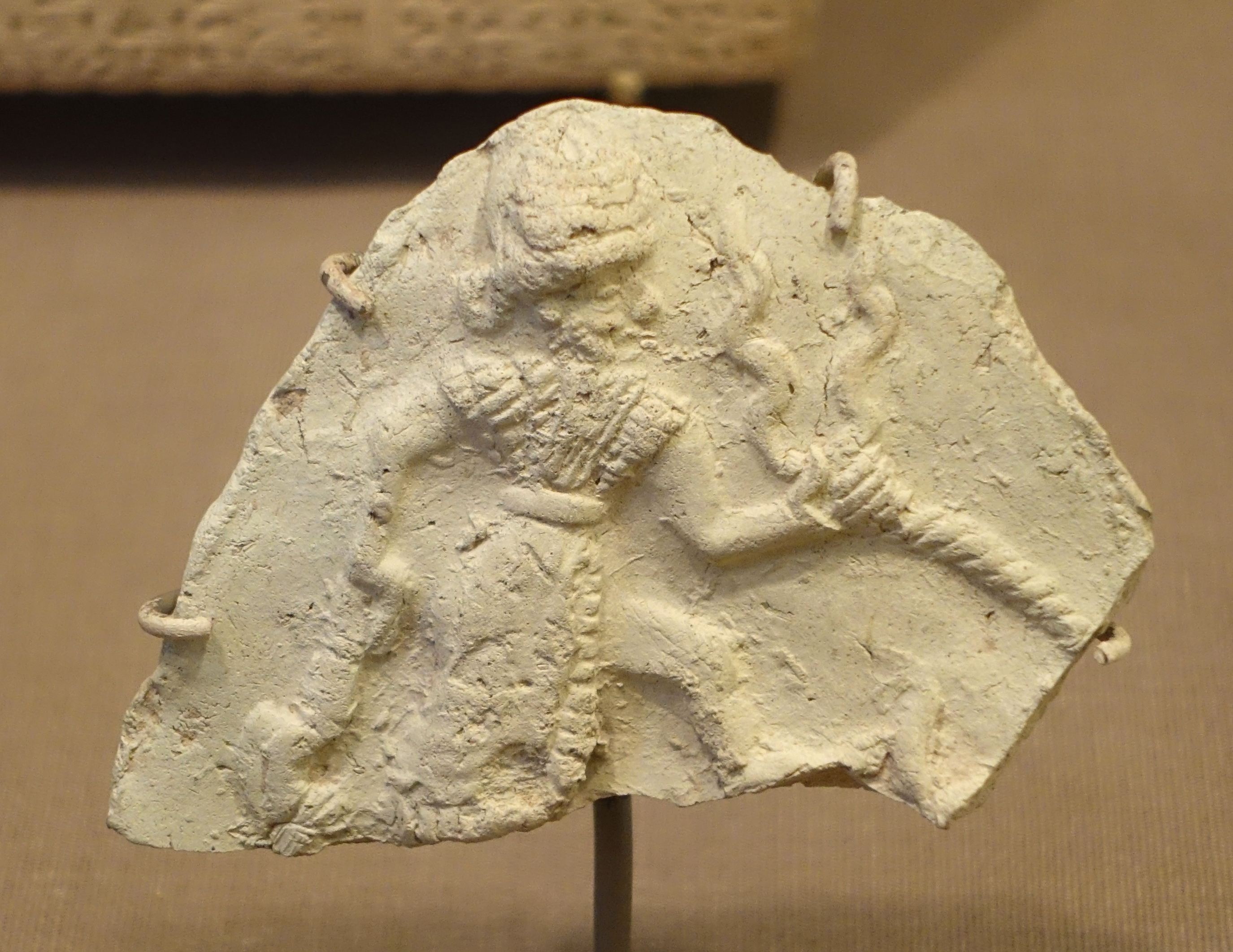
Deus da tempestade, Ischali, Isim-Larsa e a antiga Babilônia (2000–1600 a.C.), argila cozida - Museu Oriental do Instituto, Universidade de Chicago